# Спиро Хаджиристич
Спиро Хаджиристич или Ристич (на сръбски: Спиро Хаџи Ристић или Spiro Hadži Ristić) е македонски сърбоманин, деец на Сръбска пропаганда в Македония, кмет на Скопие, сенатор в югославския парламент.

## Биография
Произхожда от йедоарския род Календаровци. Фамилията Хаджиристич през Тетово се преселва в Скопие. Брат му Георги (Гьоко) Хаджиристич се преселва в Скопие, където развива собствен бизнес. Съпругата му Миля от рода Топорковци е братовчедка с Ана Бунева, майка на Борис и Мара Буневи.
Спиро Хаджиристич завършва основно училище в Тетово. Започва да учи в Призренската семинария, но не я завършва, тъй като управата на училището го изпраща да продължи образованието си в Галатасарайския лицей в Цариград. Учи в Държавното висше училище за ориенталски езици, а след това политически науки в Париж. Учи и в Швейцария и Багдад. По-късно е преводач в Сръбското консулство в Скопие и учител е в сръбската гимназия (1904 - 1912). Там заедно с Глигорие Елезович издава турски буквар.
На парламентарните избори в 1912 година е избран за сръбски депутат в Османския парламент заедно с Янаки Димитриевич от Битоля.
В 1912 година след окупацията на Скопие от сръбски части по време на Балканската война става пръв кмет на града. Остава на поста до освобождението на града от български части в 1915 година по време на Първата световна война. След края на войната и изтеглянето на българските войски, от 1918 до 1920 година отново е кмет на Скопие.
На конгреса на предприемачите в Белград на 3 – 4 септември 1927 година Хаджиристич е представител на скопската Търговско-индустриална камара, като неин председател. В 1932 година е избран за сенатор, а в 1935 година за депутат в Скупщината на Кралство Югославия от Радикалната партия. Занимава се с търговия на опиум, която му носи големи печалби.
През октомври 1938 година е застрелян в Скопие от колониста Младен Йоцич, възмутен от неизплатени сметки от Тютюневата кооперация, на която Ристич е председател.. Погребан е тържествено в града на 13 октомври.